# Austvågøy
68°18′11″N 14°32′56″Ø / 68.30306°N 14.54889°Ø
Austvågøya er den østligste af de større øer i Lofoten, og har et areal på 527 km². Den nordlige del af øen hører til Hadsel kommune i Vesterålen, mens resten hører til Vågan kommune i Lofoten.
I øst skiller Raftsundet Austvågøya fra Hinnøya. Mod syd  ligger Vestfjorden. I vest er Austvågøya skilt fra Vestvågøya og Gimsøya med Henningsværstraumen og Gimsøystraumen. I nord(øst) skiller Hadselfjorden Austvågøya fra Hadseløya.
Det meste af Austvågøya består af fjeld, som mod Raftsundet når op til over 1000 moh. Højeste punkt er Higravstind på 1.146 moh. På Austvågøya ligger Lofotens største by, Svolvær, og det gamle fiskeleje Kabelvåg. Fiskelejet Henningsvær ligger på flere småøer ved sydvestspidsen af Austvågøya. I Raftsundet ligger den kendte, smalle Trollfjorden.
Austvågøya er også kendt fra et af Inger Hagerups digte, «Aust-Vågøy», om tyske soldaters hærgen efter «Lofotraidet» under anden verdenskrig.

## Trafik
Europavej 10 går langs Austvågøya fra Raftsundbroen i nordøst via Svolvær og Kabelvåg til Gimsøystraumen Bro i vest. De to broer knytter øen til henholdsvis Hinnøya og Gimsøya. Der er også riksvei 816 til Henningsvær.
Det er færgeforbindelse mellem Fiskebøl på Austvågøya og Melbu på Hadseløya. Færgeforbindelsen mellem Svolvær og Skutvik i Hamarøy har i 2008 kun én tur om dagen. Der er også færgeforbindelse mellem Svolvær og Skrova.
Svolvær har anløb av Hurtigruten. I sommerhalvåret går sydgående hurtigrute ind om Trollfjorden. Der er hurtigbådsforbindelse mellem Svolvær og Bodø. Hurtigbåden mellem Svolvær og Narvik blev nedlagt 30. november 2007, da «Lofast» blev åbnet.
Austvågøya har en flyveplads, Svolvær Lufthavn, Helle, i Helle, ca. 6 km øst for Svolvær.

## Ekstern henvisning
- Wikimedia Commons har flere filer relateret til Austvågøy
- Bildekollasje Austvågøya (Webside ikke længere tilgængelig)